# Романково (Польща)
Романково (пол. Romankowo, нім. Romsdorf) — село в Польщі, у гміні Семпополь Бартошицького повіту Вармінсько-Мазурського воєводства.
Населення — 317 осіб (2011).

## Демографія
Демографічна структура станом на 31 березня 2011 року:
|          | Загалом | Допрацездатний вік | Працездатний вік | Постпрацездатний вік |
| -------- | ------- | ------------------ | ---------------- | -------------------- |
| Чоловіки | 159     | 28                 | 114              | 17                   |
| Жінки    | 158     | 34                 | 94               | 30                   |
| Разом    | 317     | 62                 | 208              | 47                   |